# Graphocephala cythura
Graphocephala cythura är en insektsart som beskrevs av Baker 1898. Graphocephala cythura ingår i släktet Graphocephala och familjen dvärgstritar. Inga underarter finns listade i Catalogue of Life.